# Alsophila apteraria
Alsophila apteraria là một loài bướm đêm trong họ Geometridae.